# Řádová velikost (hmotnost)
Řádová velikost hmotnosti je velikost hmotnosti, která je udána v číselných řádech, čili v rozmezí násobků deseti.

## Tabulka
Následující tabulka umožňuje porovnání řádové velikosti hmotnosti některých význačných objektů.
| Řád   | Násobek          | Hodnota                                      | Popis |
| ----- | ---------------- | -------------------------------------------- | --- |
| 10−36 |                  | 3,6×10−36 kg                                 | Elektronové neutrino (horní odhad 2 eV/c²)                                                                  |
| 10−35 |                  |                                              | |
| 10−34 |                  |                                              | |
| 10−33 |                  |                                              | |
| 10−32 |                  |                                              | |
| 10−31 |                  | 9,1×10−31 kg                                 | Elektron (511 keV/c²), nejlehčí elementární částice se zjištěnou nenulovou hmotností                        |
| 10−30 |                  |                                              | |
| 10−29 |                  |                                              | |
| 10−28 |                  | 1,9×10−28 kg                                 | Mion (106 MeV/c²)                                                                                           |
| 10−27 | 1 yoktogram (yg) | 1,661×10−27 kg                               | Atomová hmotnostní konstanta (u), někdy označovaná též jako dalton (Da)                                     |
| 10−27 | 1 yoktogram (yg) | 1,673×10−27 kg                               | Proton (938,3 MeV/c²)                                                                                       |
| 10−27 | 1 yoktogram (yg) | 1,674×10−27 kg                               | Atom vodíku, nejlehčí ze všech atomů                                                                        |
| 10−27 | 1 yoktogram (yg) | 1,675×10−27 kg                               | Neutron (939,6 MeV/c²)                                                                                      |
| 10−26 | 10 yg            | 1,15×10−26 kg                                | Atom lithia (6,941 u)                                                                                       |
| 10−26 | 10 yg            | 2,99×10−26 kg                                | Molekula vody (18,015 u)                                                                                    |
| 10−26 | 10 yg            | 7,95×10−26 kg                                | Atom titanu (47,886 u)                                                                                      |
| 10−25 | 100 yg           | 1,6×10−25 kg                                 | Boson Z (91,2 GeV/c²)                                                                                       |
| 10−25 | 100 yg           | 1,79×10−25 kg                                | Atom stříbra (107,8682 u)                                                                                   |
| 10−25 | 100 yg           | 3,1×10−25 kg                                 | Kvark top (173 GeV/c²), nejtěžší známá elementární částice                                                  |
| 10−25 | 100 yg           | 3,2×10−25 kg                                 | Molekula kofeinu (194 u)                                                                                    |
| 10−25 | 100 yg           | 3,4×10−25 kg                                 | Atom olovo-208, nejtěžší známý stabilní izotop                                                              |
| 10−24 | 1 zeptogram (zg) |                                              | |
| 10−23 | 10 zg            |                                              | |
| 10−22 | 100 zg           | 1,1×10−22 kg                                 | Molekula hemoglobinu A                                                                                      |
| 10−21 | 1 attogram (ag)  |                                              | |
| 10−20 | 10 ag            | 10−20 kg                                     | Drobný virus                                                                                                |
| 10−19 | 100 ag           |                                              | |
| 10−18 | 1 femtogram (fg) |                                              | |
| 10−17 | 10 fg            | 1,1×10−17 kg                                 | Hmotnostní ekvivalent energie 1 J (1 J/c²)                                                                  |
| 10−16 | 100 fg           | 7×10−16 kg                                   | Bakterie Escherichia coli                                                                                   |
| 10−15 | 1 pikogram (pg)  |                                              | |
| 10−14 | 10 pg            |                                              | |
| 10−13 | 100 pg           |                                              | |
| 10−12 | 1 nanogram (ng)  | 10−12 kg                                     | Průměrná buňka v lidském těle                                                                               |
| 10−11 | 10 ng            | 30 ng                                        | Smrtná dávka botulotoxinu (nejjedovatější známá látka; zhruba 300 pg/kg, 30ng dávka odpovídá 100kg člověku) |
| 10−10 | 100 ng           |                                              | |
| 10−9  | 1 mikrogram (μg) | 2 μg                                         | Nejistota v určení hmotnosti prototypu kilogramu                                                            |
| 10−9  | 1 mikrogram (μg) | 3 μg                                         | Malé zrnko písku (průměr 0,06 mm)                                                                           |
| 10−8  | 10 μg            | 22 μg                                        | Planckova hmotnost, přirozená jednotka hmotnosti                                                            |
| 10−7  | 100 μg           | 0,1 mg                                       | Dávka LSD na jednom „papírku“                                                                               |
| 10−7  | 100 μg           | 0,3 mg                                       | Smrtná dávka ricinu                                                                                         |
| 10−6  | 1 miligram (mg)  | 2 mg                                         | Komár |
| 10−5  | 10 mg            | 20 mg                                        | Běžná dávka dextromethorphanu v lécích proti kašli                                                          |
| 10−5  | 10 mg            | 90 mg                                        | Velké zrnko písku (průměr 2 mm)                                                                             |
| 10−4  | 100 mg           | 150 mg                                       | Typické množství kofeinu v jednom hrnku kávy                                                                |
| 10−4  | 100 mg           | 200 mg                                       | Metrický karát                                                                                              |
| 10−4  | 100 mg           | 200–600 mg                                   | Běžná dávka drogy meskalinu                                                                                 |
| 10−4  | 100 mg           | 0,9 g                                        | Mince 50 haléřů (nejlehčí dnešní česká mince)                                                               |
| 10−3  | 1 gram (g)       | 1 g                                          | Jeden mililitr (centimetr krychlový) vody                                                                   |
| 10−3  | 1 gram (g)       | 9,7 g                                        | Mince 50 Kč (nejtěžší dnešní česká mince)                                                                   |
| 10−2  | 10 g             | 10 g                                         | Smrtná dávka kofeinu pro dospělého člověka                                                                  |
| 10−2  | 10 g             | 12–40 g                                      | Dospělá myš domácí                                                                                          |
| 10−2  | 10 g             | 16 g                                         | Množství alkoholu ve velkém panáku (0,05 l) 40% destilátu                                                   |
| 10−2  | 10 g             | 28,35 g                                      | Unce (avoirdupois)                                                                                          |
| 10−1  | 100 g            | 150 g                                        | Lidská ledvina                                                                                              |
| 10−1  | 100 g            | 454 g                                        | Libra (avoirdupois)                                                                                         |
| 100   | 1 kilogram (kg)  | 1 kg                                         | Litr vody                                                                                                   |
| 100   | 1 kilogram (kg)  | 3 kg                                         | Novorozené dítě                                                                                             |
| 100   | 1 kilogram (kg)  | 4 kg                                         | Koule používaná při vrhu koulí žen                                                                          |
| 100   | 1 kilogram (kg)  | 5–7 kg                                       | Kočka domácí                                                                                                |
| 100   | 1 kilogram (kg)  | 7,3 kg                                       | Koule používaná při vrhu koulí mužů                                                                         |
| 101   | 10 kg            | 10–30 kg                                     | CRT televizor či monitor                                                                                    |
| 101   | 10 kg            | 15–20 kg                                     | Typický pes                                                                                                 |
| 101   | 10 kg            | 70 kg                                        | Dospělý člověk                                                                                              |
| 102   | 100 kg           | 100 kg                                       | Metrický cent (q)                                                                                           |
| 102   | 100 kg           | 180–250 kg                                   | Dospělý lev (180 kg samice, 250 kg samec)                                                                   |
| 102   | 100 kg           | 700 kg                                       | Kráva |
| 102   | 100 kg           | 800–1600 kg                                  | Typický osobní automobil                                                                                    |
| 103   | 1 megagram (Mg)  | 1000 kg                                      | Tuna (t) |
| 103   | 1 megagram (Mg)  | 3000–7000 kg                                 | Dospělý slon                                                                                                |
| 104   | 10 t             | 11 t                                         | Hubbleův teleskop                                                                                           |
| 104   | 10 t             | 14 t                                         | Zvon Big Ben                                                                                                |
| 104   | 10 t             | 60 t                                         | Meteorit Hoba (největší známý meteorit)                                                                     |
| 104   | 10 t             | 80–100 t                                     | Argentinosaurus (největší známý dinosaurus)                                                                 |
| 105   | 100 t            | 100 t                                        | Plejtvák obrovský (největší zvíře)                                                                          |
| 105   | 100 t            | 187 t                                        | Mezinárodní vesmírná stanice                                                                                |
| 105   | 100 t            | 600 t                                        | Maximální vzletová hmotnost letadla Antonov An-225 (největší letadlo na světě), z toho náklad 250 t         |
| 106   | 1 gigagram (Gg)  | 2041 t                                       | Vzletová hmotnost raketoplánu Space Shuttle                                                                 |
| 107   | 10 000 t         | 11 000 t                                     | Roční produkce čaje Darjeeling                                                                              |
| 107   | 10 000 t         | 26 000 t                                     | Titanic |
| 107   | 10 000 t         | 99 700 t                                     | Nejtěžší vlak (rekord z roku 2001; náklad 82 262 tun železné rudy)                                          |
| 108   | 100 000 t        | 650 000 t                                    | Tanker Knock Nevis (největší loď na světě)                                                                  |
| 109   | 1 teragram (Tg)  | 4,3×109 kg                                   | Množství hmoty přeměněné každou sekundu ve Slunci na energii                                                |
| 109   | 1 teragram (Tg)  | 6×109 kg                                     | Velká pyramida v Gíze                                                                                       |
| 10    | 10 Tg            | 6×1010 kg                                    | Množství betonu v přehradě Tři soutěsky (největší betonové stavbě na světě)                                 |
| 1011  | 100 Tg           | 1–8×1011 kg                                  | Celková biomasa antarktického krillu (zřejmě nejrozšířenějšího živočicha na Zemi)                           |
| 1011  | 100 Tg           | 3×1011 kg                                    | Celková hmotnost lidské populace                                                                            |
| 1012  | 1 petagram (Pg)  | 3,9×1012 kg                                  | Světová těžba ropy v roce 2004                                                                              |
| 1013  | 10 Pg            |                                              | |
| 1014  | 100 Pg           | 2–3×1014 kg                                  | Množství kamene vyvrženého při explozi vulkánu Mount Tambora v roce 1815                                    |
| 1015  | 1 exagram (Eg)   | 1015 kg                                      | Odhad celkové ekonomicky vytěžitelné zásoby uhlí                                                            |
| 1016  | 10 Eg            |                                              | |
| 1017  | 100 Eg           |                                              | |
| 1018  | 1 zettagram (Zg) | 5×1018 kg                                    | Atmosféra Země                                                                                              |
| 1019  | 10 Zg            |                                              | |
| 1020  | 100 Zg           | 8,7×1020 kg                                  | Ceres, největší planetka v hlavním pásu                                                                     |
| 1021  | 1 yottagram (Yg) | 1,35×1021 kg                                 | Zemské oceány                                                                                               |
| 1021  | 1 yottagram (Yg) | 1,6×1021 kg                                  | Charon, měsíc trpasličí planety Pluto                                                                       |
| 1021  | 1 yottagram (Yg) | 2,3×1021 kg                                  | Celkové množství hmoty v hlavním pásu planetek                                                              |
| 1022  | 10 Yg            | 1,2×1022 kg                                  | Trpasličí planeta Pluto                                                                                     |
| 1022  | 10 Yg            | 7,35×1022 kg                                 | Měsíc |
| 1023  | 100 Yg           | 1,5×1023 kg                                  | Ganymed (největší měsíc Sluneční soustavy)                                                                  |
| 1023  | 100 Yg           | 3,2×1023 kg                                  | Merkur (nejmenší planeta Sluneční soustavy)                                                                 |
| 1023  | 100 Yg           | 6,4×1023 kg                                  | Mars |
| 1024  |                  | 4,9×1024 kg                                  | Venuše |
| 1024  | 6,0×1024 kg      | Země                                         | |
| 1025  |                  | 3,0×1025 kg                                  | Dolní odhad hmotnosti Oortova oblaku                                                                        |
| 1025  | 8,7×1025 kg      | Uran                                         | |
| 1026  |                  | 1,0×1026 kg                                  | Neptun |
| 1026  | 5,7×1026 kg      | Saturn                                       | |
| 1026  | 6,0×1025 kg      | Horní odhad hmotnosti Oortova oblaku         | |
| 1027  |                  | 1,9×1027 kg                                  | Jupiter |
| 1028  |                  | 1–17×1028 kg                                 | Hnědý trpaslík                                                                                              |
| 1029  |                  |                                              | |
| 1030  |                  | 2×1030 kg                                    | Slunce |
| 1030  | 2,9×1030 kg      | Chandrasekharova mez (1,44 hmotnosti Slunce) | |
| 1031  |                  | 4×1031 kg                                    | Betelgeuze, červený obr                                                                                     |
| 1032  |                  |                                              | |
| 1033  |                  |                                              | |
| 1034  |                  |                                              | |
| 1035  |                  |                                              | |
| 1036  |                  | 2×1036 kg                                    | Sagittarius A*, obří černá díra uprostřed Galaxie                                                           |
| 1037  |                  |                                              | |
| 1038  |                  |                                              | Typická kulová hvězdokupa                                                                                   |
| 1039  |                  |                                              | |
| 1040  |                  |                                              | |
| 1041  |                  | 3,6×1041 kg                                  | Viditelná část Mléčné dráhy                                                                                 |
| 1042  |                  | 2×1042 kg                                    | Celková hmotnost Mléčné dráhy                                                                               |
| 1043  |                  |                                              | |
| 1044  |                  |                                              | |
| 1045  |                  |                                              | |
| 1046  |                  | 2×1046 kg                                    | Nadkupa v Panně                                                                                             |
| 1047  |                  |                                              | |
| 1048  |                  |                                              | |
| 1049  |                  |                                              | |
| 1050  |                  |                                              | |
| 1051  |                  |                                              | |
| 1052  |                  | 2×1052 kg                                    | Hmotnost vesmíru, pokud by měl kritickou hustotu                                                            |
| 1052  | 3×1052 kg        | Hmotnost pozorovatelného vesmíru             | |